# Clamor Huchzermeyer
Clamor Ludwig Carl Huchzermeyer (* 5. April 1809 in Alswede; † 23. Februar 1899 in Gütersloh) war ein deutscher lutherischer Pfarrer und konservativer Politiker.

## Leben
Huchzermeyer stammte aus dem Kreis Lübbecke und studierte Evangelische Theologie an der Universität Berlin. 1832 legte er sein erstes, 1834 sein zweites theologisches Examen ab. Seit 1840 amtierte er als Hilfsprediger in Schildesche (heute Teil von Bielefeld). Zwischen 1850 und 1894 war er dort einer der beiden Pfarrer. Ab 1872 war er Superintendent des Kirchenkreises Bielefeld. Nach der Versetzung in den Ruhestand im Jahr 1894 verbrachte er die letzten Lebensjahre in Gütersloh.
Huchzermeyer gehörte zu den einflussreichsten Vertretern der Minden-Ravensberger Erweckungsbewegung. Dies war eine Variante des Pietismus im ostwestfälischen Raum. Diese Bewegung war politisch strikt konservativ und monarchistisch eingestellt. Sie verstand sich gleichzeitig als Lebenshilfe für die vom Pauperismus bedrohte Bevölkerung in den ländlichen Gebieten von Ostwestfalen vor dem Hintergrund des beginnenden industriellen Entwicklung. Durchaus erfolgreich stand Huchzermeyer für einen volkstümlichen Konservatismus.
Nach der Märzrevolution kandidierte Huchzermeyer als Kandidat für das konservative Lager für den Wahlkreis Bielefeld für ein Mandat in der preußischen Nationalversammlung. Er bekämpfte in der Wahlauseinandersetzung selbst die gemäßigten Reformforderungen der konstitutionellen Liberalen in Bielefeld. Gegen alle Erwartungen trug er den Sieg über die Liberalen und Demokraten davon.
Außer durch sein Eintreten für die Beibehaltung der Todesstrafe trat er in der Nationalversammlung kaum hervor. Allerdings bemühte er sich um die Unterstützung der  heimgewerblichen Textilproduktion um Bielefeld.
Bereits bei den Neuwahlen 1849 trat Huchzermeyer nicht mehr als Kandidat an. Auf lokaler Ebene setzte er sich weiterhin für soziale Belange ein. Er gehörte 1852 zusammen mit den Pfarrern Johann Heinrich Volkening und August Dietrich Rische zu den Gründern des Rettungshauses Bielefeld-Schildesche für gefährdete Kinder und Jugendliche, aus dem später das Evangelische Johanneswerk hervorging. Als Mitgründer des Evangelisch Stiftischen Gymnasiums Gütersloh war er von 1851 bis 1898 Vorsitzender von dessen Kuratorium.
Sein literarischer Nachlass befindet sich heute im Stadtarchiv Bielefeld.

## Veröffentlichungen
- Ein Enthaltsamkeitsfest ein Gerichtstag für Alle. Predigt am Enthaltsamkeitsfeste zu Volmarstein an der Ruhr gehalten von C. Huchzermeyer, Hülfsprediger zu Schildesche. Bertelsmann Gütersloh 1845 (betr. Alkohol-Abstinenz)
- Drei Warnungsstimmen. Wer es lieset, der merke darauf!; [Bielefeld-] Schildesche, 1845 (betr. Alkohol-Abstinenz)
- Entstehung und Wachstum des Ravensbergischen Missionsfestes. In: Gütersloher Jahrbuch für Freunde und frühere Schüler / hrsg. zum Besten des Evangelischen Gymnasiums zu Gütersloh; Bertelsmann Gütersloh 1891, Seite 10–28. Ebenfalls abgedruckt in W. Heienbrok: Zeugen und Zeugnisse aus Minden-Ravensberg, Band 1, Bethel bei Bielefeld 1931, Seite 187–194
- Die ersten 25 Jahre des evangelischen Gymnasiums zu Gütersloh. Bertelsmann Gütersloh 1876 (Digitalisat ULB Düsseldorf )